# 노보알타이스크

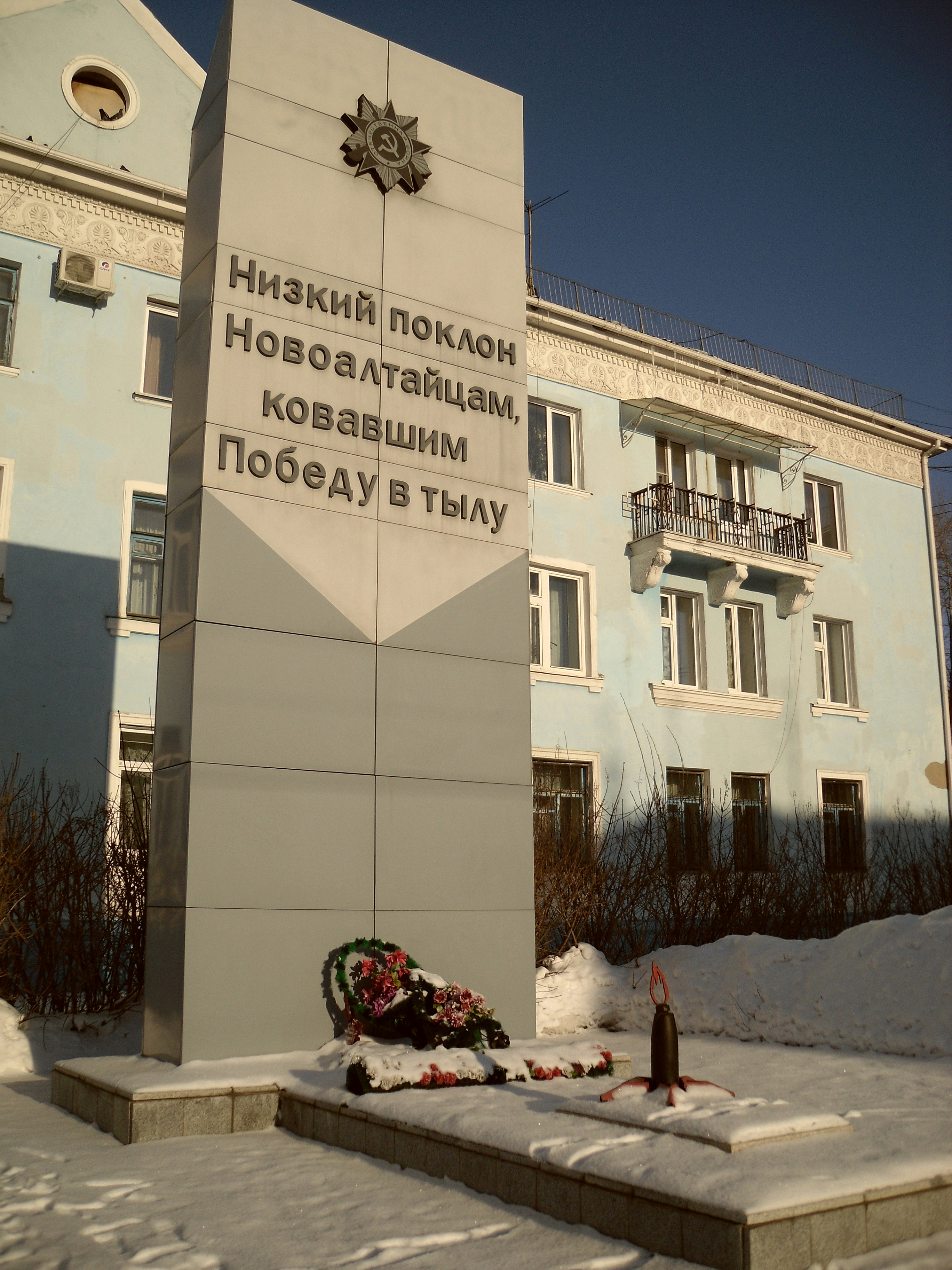

노보알타이스크(러시아어: Новоалтайск)는 알타이 지방에 위치한 도시이다. 1962년까지는 체스노콥카라고 불렸다. 바르나울에서 교차하는, 오비 강의 우안에 위치해 있다. 인구는 6만15명 (2002년); 5만1,000명 (1974년); 9,000명 (1939년)이다.